# PKP-Baureihe Px49
Die schmalspurigen Schlepptender-Dampflokomotiven der Baureihe Px49 der Polnischen Staatsbahnen (PKP) sind auf der Grundlage der PKP-Baureihe Px48 entstanden. Sie wurden ursprünglich von Fablok in Chrzanów für die Jugoslawischen Staatsbahnen konstruiert, von dieser aber nicht übernommen.
Zehn Lokomotiven wurden von der PKP übernommen und auf Schmalspurbahnen mit 750 mm Spurweite eingesetzt. Sie waren bis Mitte der 1980er Jahre im Einsatz und wurden dann abgestellt. Sechs Lokomotiven sind in verschiedenen Eisenbahnmuseen Polens erhalten geblieben.

## Geschichte
Auf der Grundlage der Px48 entstand 1949 bei Fablok in Chrzanów mit der Typenbezeichnung Sawa eine für die Spurweite von 760 mm vorgesehene Lokomotive mit leicht geänderten technischen Parametern. Neben der Spurweite waren dies ein verkürzter dreiachsiger Tender, die Feuerung mit Braunkohle oder Holz und ein spezieller Funkenfänger. Es wurden zwölf Lokomotiven von Jugoslawien bestellt.
Auf Grund der Verschlechterung der politischen Verhältnisse zwischen beiden Staaten wurde der Vertrag aufgelöst. Die zehn Lokomotiven, die bereits im Bau waren, wurden von der PKP übernommen. Nach der Anpassung an polnische Verhältnisse mit der Spurweite von 750 mm, Feuerung für Steinkohle und einem anderen Funkenfänger in der Rauchkammer wurden sie von der PKP übernommen und als Px49-1791–1800 bezeichnet.
Durch Streckenstilllegungen und die Verdieselung der Schmalspurstrecken verloren die Lokomotiven nach und nach ihre Einsatzgebiete. Sie wurden bis Mitte der 1980er Jahre ausgemustert.

## Konstruktion
Die Zweizylinder-Lokomotiven wurden mit Heißdampf betrieben. Der Kessel besaß als Aufbauten einen Dampfdom und zwei Sandkästen. Der Überhitzer war Bauart Schmidt. Gespeist wurde er über zwei Injektoren von Friedmann. Die Zweizylindermaschine wurde von Kolbenschiebern gesteuert.
Die Räder waren im einfachen Blechrahmen gelagert und mit Blattfedern oberhalb der Achslager abgefedert. Die dritte Achse der Lok wurde angetrieben. Für einen besseren Kurvenlauf besaß die zweite Achse geschwächte Spurkränze, die vierte war beidseitig ±15 mm seitenverschiebbar.
Die Lokomotive war mit der Dampfbremse sowie der Wurfhebelbremse ausgestattet. Ausgerüstet war sie mit der Balancierhebelkupplung.